# 줄리아나황금두더지
줄리아나황금두더지(Neamblysomus julianae)는 황금두더지과에 속하는 포유류의 일종이다. 남아프리카공화국의 토착종이다. 서식지 감소와 제한적인 분포때문에 멸종 위기종으로 분류하고 있다.